# Johan Brandberg
Johan Brandberg, född 16 november 1718 på Färna bruk i Gunnilbo socken, Västmanlands län, död 27 juni 1786 i Västerås, Västmanlands län, var en svensk lantmätare.
Brandberg var son till bruksbokhållaren på Falna Bengt Brandberg. Han blev student vid Uppsala universitet 1731 och avlade lantmäteriexamen 1741. 1742 blev Brandberg biträde hos lantmätaren M. Ekström i Kopparbergs län och 1745 hos O. Ehrenström vid Dannemora och Nya Kopparbergslagen. 1749 blev han vice och extraordinarie lantmätare i Kopparbergs län samt 1751 bergskollegii lantmätare. Han var kusinbarn till Jacob Brandberg och fick av denne uppdrag att utarbeta en karta över Gustav Vasas resa genom Dalarna 1520 och nedlade för detta arbete betydande efterforskningar; bland annat företog han en resa genom Svärdsjö och Rättvik och upptecknade sägner kopplade till Gustav Vasas äventyr. Från 1780 var han bosatt i Västerås.